# ウィルシャー5000
ウィルシャー5000トータル・マーケット・インデックス（英語: Wilshire 5000 Total Market Index）は、アメリカ合衆国を代表する株価指数の一つ。ニューヨーク証券取引所、NYSEアメリカン、NASDAQで取引され、アメリカ合衆国に本店を置く全企業の株式を対象としており、米国株式市場を最も広範にカバーする時価総額加重平均型株価指数である。ウィルシャー5000またはウィルシャー5000指数とも言う。
1974年より、ウィルシャー・アソシエイツによって算出・公表されている。
ウィルシャー5000という名称は、算出当時の全米の上場企業数が約5000社であったことに由来するものである。1998年には、構成銘柄数は7562に達したが、その後はグローバリゼーションや外国証券市場の台頭、企業の統廃合の影響により減少、2020年9月30日現在の構成銘柄数は3445となっており、最も多かった頃の半分以下である。
米国時価総額とほぼ等しく、各国株式の時価総額を国内総生産（GDP）で除して求められ、株価の割安性の判断に利用されるバフェット指標（100%を上回れば割高）に、米国の時価総額の代理変数として活用されることでも知られる。
ウィルシャー5000からS&P 500構成銘柄を除いたものが、ウィルシャー4500であり、米国小型株のベンチマークとされている。